# Combination
Combination (コンビネーション Konbinēshon) es un manga creado por CLAMP para la revista shōjo Val Pretty de la editorial Kōbunsha. Se publicó entre los años 1991 al 1992, totalizando dos tomos para el cierre de la revista. Fue terminado por Leeza Sei luego de separase de CLAMP en 1996 luego de que la revista fue abierta, totalizando seis tomos.
Existe también una reedición por parte de la editorial Shinshokan (South Comics).
También se lanzó (el 21 de agosto de 1991) un CD Drama con canciones y diálogos, y un artbook llamado Combination F[A/U]N Book conmemorando el décimo aniversario de la serie, con un cómic especial en color, perfiles de los personajes, ilustraciones y el perfil de la misma autora

## Historia
Hashiba y Sasaki son dos policías honestos, su ciudad está totalmente tomada por la organización maligna Sawada, que ha logrado corromper a todas las autoridades...excepto a ellos...

## Curiosidades
En el Doujinshi Shoten se menciona que Hashiba y Sasaki son vecinos de Seishiro Sakurazuka y al parecer lo conocen, pero jamás se dan cuenta de que es un asesino y creen que solo es un veterinario.
- Datos: Q2985056